# Adolf Gustav Smekal

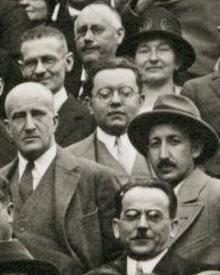
Adolf Smekal (mittig), Bunsen-Tagung München 1928, George de Hevesy (Hut)

Adolf Gustav Smekal (Wenen, 12 september 1895 - Graz, 7 maart 1959) was een Oostenrijks natuurkundige en werd in 1920 lector en in 1927 hoogleraar in de theoretische natuurkunde aan de Universiteit van Wenen, en het jaar daarop ook in Halle, waar hij tot 1945 directeur van het Instituut voor Theoretische Natuurkunde Halle was. Daarna werd hij hoogleraar bij de Universiteit van Darmstadt en in 1949 hoogleraar in de experimentele natuurkunde bij de Universiteit van Graz.
Smekal hield zich voornamelijk bezig met de grondslagen der kwantumstatistiek en de kwantumtheorie. Hij heeft belangrijke bijdrage geleverd tot de classificatie der Röntgenspectra. In 1923 voorspelde hij, op grond van theoretische overwegingen, het ramaneffect. Daarna deed hij vele onderzoekingen op het gebied van de kristalfysica, de fysica van amorfe vaste stoffen en de thermodynamica.

## Werken
- Allgemeine Grundlagen der Quantenstatistik und Quantentheorie, 1926